# 푸아드 메바자

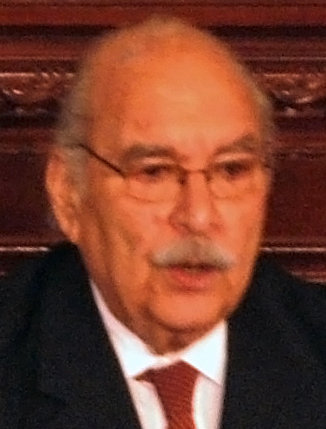
2011년 모습

푸아드 메바자(Fouad Mebazaa, 아랍어: فؤاد المبزع, 로마자 표기: Fuʾād el-Mbazaʿ, 1933년 6월 15일 ~ 2025년 4월 23일)는 튀니지의 정치인으로, 2011년 1월 15일부터 2011년 12월 13일까지 튀니지의 권한대행 대통령을 지냈다. 튀니지가 독립하기 전에는 네오 데스투르에서 활동했고, 청소년 및 스포츠 장관, 보건 장관, 문화 및 정보 장관을 지냈으며, 1991년부터 2011년까지 튀니지 하원의장을 역임했다.

## 사망
2025년 4월 23일 91세의 나이로 사망했다.